# Eufrônio de Antioquia
Eufrônio de Antioquia foi o bispo de Antioquia por um ano e poucos meses entre 333 e 334, no início da controvérsia ariana. Segundo Teodoreto, o sucessor escolhido de Eulálio era pra ter sido Eusébio de Cesareia, mas ele rejeitou o convite e abriu a possibilidade para a ascensão de Eufrônio, que era também um ariano. 